# Gallina serrana

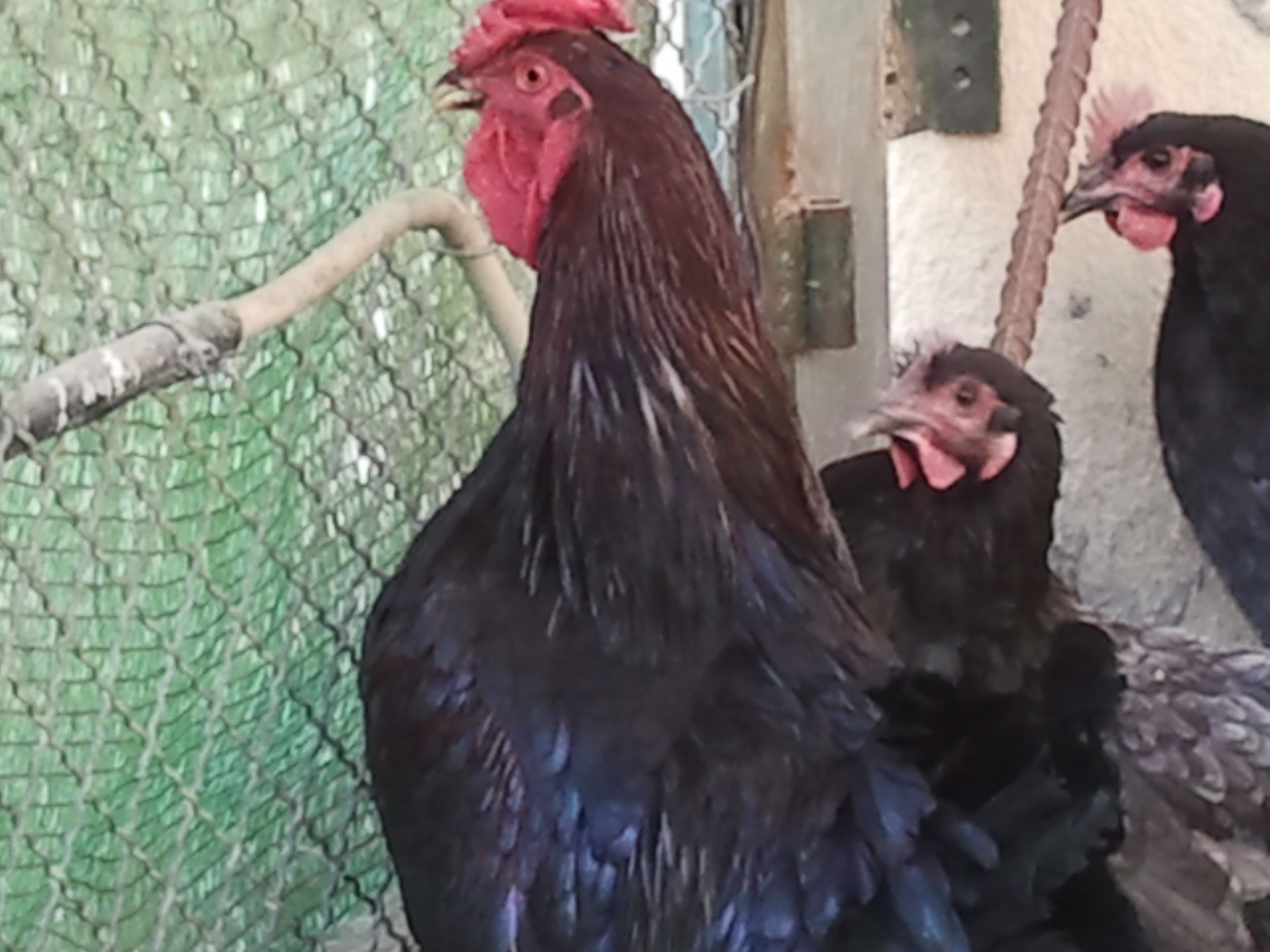
Gall serrà

La Gallina Serrana de Terol és una gallina autòctona, rústica, adaptada a la vida al camp. De tipus mediterrani, té una doble aptitud tant de posta com de carn. Els ous són de color crema amb diverses tonalitats, amb un pes de 65 g. i un total anual de 150 ous/gallina. El pes és de 3,2-3,5 kg els mascles i 2,2-2,5 kg les femelles.
L'abandonament del medi rural i l'arribada de noves races híbrides, han desplaçat la gallina serrana, posant en greu perill la seva existència. L'any 2005 es crea l'Associació de Criadors de gallina serrana de Terol (Avigaster) amb la intenció de conservar la raça i fomentar-ne l'estudi.